# Bojan Simić
Bojan Simić (sârbă Бojaн Cимић; n. 26 septembrie 1976, Leskovac) este un fost fotbalist sârb, care a evoluat la echipa Santa Tiziana din Italia.